# 南埃爾克霍恩 (伊利諾伊州)
南埃爾克霍恩（英語：South Elkhorn）是位於美國伊利諾伊州卡洛爾縣的一個非建制地區。該地的面積和人口皆未知。

## 地理
南埃爾克霍恩的座標為41°58′00″N 89°42′44″W / 41.96667°N 89.71222°W，而該地的平均海拔高度為250米（即820英尺）。